# 湊晶子
湊 晶子（みなと あきこ、旧姓：大城、1932年 - ）は、日本の神学校教師。広島女学院大学学長。
5代続いたクリスチャンであり、キリスト教朝顔教会会員。東京基督教大学名誉教授。元東京女子大学学長。神学修士。キリスト新聞のレギュラー執筆者を務める。

## 経歴
- 1955年 - 東京女子大学文理学部社会学科卒業後、フルブライト交換留学生として渡米
- 1960年 - ホイートン大学院修了（キリスト教史専攻）
- ハーバード大学客員研究員
- NHK教育テレビ「英会話・中級」担当
- 1966年 - 東京キリスト教短期大学に奉職
- 1990年 - 東京基督教大学教授（1999年に退職）
- 2002年 - 東京女子大学学長就任
- 2009年 - 日本プロテスタント宣教150周年記念大会の基調講演
- 2010年 - 東京女子大学学長退任
- 2014年 - 広島女学院大学学長就任

## 思想
独自のキリスト教女子教育論を唱え、日本キリスト教史の定説を否定。

## エピソード
『父性の復権』の著者林道義と対立した。林道義は湊晶子を「ジェンダー教育の先頭に立つフェミニスト」と評している。

## 著書
- 『キリスト者と国家』聖書図書刊行会
- 『女性の本当のひとり立ち』いのちのことば社、1984
- 『新渡戸稲造と妻メリー』